# 芒特雷尼爾 (馬里蘭州)
芒特雷尼爾（英語：Mount Rainier）是一個位於美國馬里蘭州佐治王子縣的城市。

## 人口
根據2020年美國人口普查的數據，芒特雷尼爾的面積為1.65平方千米，當中陸地面積為1.65平方千米，而水域面積為0.00平方千米。當地共有人口8333人，而人口密度為每平方千米5,050人。